# Felipe de Toucy
Felipe de Toucy (muerto el 12 de enero de 1277) fue el regente (bailío) del Imperio latino de Constantinopla.
Fue el hijo de Narjot de Toucy y una hija de Teodoro Branas. A través de su abuela materna, Inés de Francia, estaba relacionado con la dinastía real francesa de los Capetos. Durante la segunda ausencia del emperador Balduino II de 1243 en Europa Toucy asumió la regencia en Constantinopla. En octubre de 1248, el emperador regresó, pero fue en el verano de 1249 desde la ciudad egipcia de Damietta, que acaba de ser tomada por el rey Luis IX de Francia.
En 1251 Toucy viajó a Cesarea, donde se reunió con el rey Luis IX. Sus historias sobre los peculiares gestos rituales de amistad y enterramiento de los cumanos fueron posteriormente detalladas nuevamente por Jean de Joinville. El padre de Toucy se casó en segundas nupcias con una princesa cumana con los que el pueblo quería que se uniera el emperador Balduino II contra Nicea. El jefe cumano Köten fue asesinado en 1241, Toucy posiblemente fue testigo ocular de su funeral en persona.
Después de la caída del Imperio latino en 1261 Toucy huyó con el emperador Balduino II a Francia, donde fue al parecer un partidario de Carlos de Anjou. En la crónica de Saba Malaspina (Rerum sicularum) es conocido para el 6 de abril de 1273 como Almirante del rey anjou de Sicilia. 
Felipe de Toucy se casó con Portia de Roye. Sus hijos fueron:
- Narjot de Toucy (muerto en 1293), Señor de Laterza, Capitán General de Durazzo y el almirante de Sicilia; se casó con la condesa Lucía de Trípoli
- Otón de Toucy (muerto después de 1300), consejero en Sicilia